# Resolutie 981 Veiligheidsraad Verenigde Naties
Resolutie 981 van de Veiligheidsraad van de Verenigde Naties werd op 31 maart 1995 aangenomen. Middels deze resolutie verving men de vredesmacht UNPROFOR in Kroatië door de "vertrouwenshersteloperatie" UNCRO.
In januari 1995 had Kroatië de VN laten weten dat de vredesmacht moest vertrekken. Daardoor zouden ook de VN-veilige gebieden voor de bevolking verdwijnen. Na diplomatieke tussenkomsten werd overeengekomen dat er een nieuwe kleinere operatie voor in de plaats zou komen: UNCRO.

## Achtergrond
In 1980 overleed de Joegoslavische leider Tito, die decennialang de bindende kracht was geweest tussen de zes deelstaten van het land. Na zijn dood kende het nationalisme een sterke opmars, en in 1991 verklaarden verschillende deelstaten zich onafhankelijk. Hierdoor ontstonden burgeroorlogen met minderheden die tegen onafhankelijkheid waren in de deelstaten. Zo geschiedde ook in Kroatië, waar in de eerste helft van de jaren 1990 een bloedige burgeroorlog werd uitgevochten tussen Kroaten en Serven, en waarbij op grote schaal etnische zuiveringen plaatsvonden. De VN-vredesmacht UNPROFOR, later vervangen door UNCRO, moest een staakt-het-vuren bewerkstelligen en veilige zones creëren voor de bevolking.

## Inhoud

### Waarnemingen
De Veiligheidsraad wilde een onderhandelde oplossing voor de conflicten in ex-Joegoslavië. Een van die conflicten was dat in Kroatië met de Serven in dat land. Belangrijke delen van het VN-vredesplan voor Kroatië moesten nog uitgevoerd worden, vooral in verband met demobilisatie in de Servische gebieden, de terugkeer van alle vluchtelingen en de oprichting van een politiemacht. Het mandaat van UNPROFOR in Kroatië zou op 31 maart aflopen. Kroatië had zijn standpunt over een VN-vredesmacht aldaar kenbaar gemaakt. Een essentiële stap naar vrede was de naleving van de mensenrechten. Ook moesten de veiligheid en bewegingsvrijheid van UNPROFOR verzekerd worden.

### Handelingen
De Veiligheidsraad besloot tot de oprichting van de VN-Vertrouwenshersteloperatie, of UNCRO, voor een periode tot 30 november. Het mandaat zou het volgende inhouden:
a. de functies in het staakt-het-vuren-akkoord tussen Kroatië en de Serven;
b. helpen met de uitvoering van het economisch akkoord;
c. helpen met de uitvoering van de VN-resoluties;
d. toezien op de grenzen met Bosnië en Herzegovina en Servië en Montenegro;
e. helpen met de humanitaire hulp aan Bosnië en Herzegovina via Kroatië;
f. toezien op de demobilisatie van het schiereiland Prevlaka;
g. de secretaris-generaal moest tegen 21 april rapporteren over de uitvoering van dit mandaat.
UNCRO moest mee zorgen voor omstandigheden waarin een overeenkomst kon worden bereikt. De lidstaten mochten in samenwerking met de VN zorgen voor luchtsteun aan UNCRO. De partijen van hun kant moesten instaan voor diens veiligheid en tevens werken aan een vreedzame oplossing voor hun geschil. De secretaris-generaal zou daarover elke vier maanden rapporteren. Ook was een
status of forces-akkoord van belang en moest Kroatië gratis radiofrequenties en televisiezendtijd ter beschikking van de VN stellen.

## Verwante resoluties
- Resolutie 967 Veiligheidsraad Verenigde Naties (1994)
- Resolutie 970 Veiligheidsraad Verenigde Naties
- Resolutie 982 Veiligheidsraad Verenigde Naties
- Resolutie 983 Veiligheidsraad Verenigde Naties

Lijst ·  970 ·  971 ·  972 ·  973 ·  974 ·  975 ·  976 ·  977 ·  978 ·  979 ·  980 ·  981 ·  982 ·  983 ·  984 ·  985 ·  986 ·  987 ·  988 ·  989 ·  990 ·  991 ·  992 ·  993 ·  994 ·  995 ·  996 ·  997 ·  998 ·  999 ·  1000 ·  1001 ·  1002 ·  1003 ·  1004 ·  1005 ·  1006 ·  1007 ·  1008 ·  1009 ·  1010 ·  1011 ·  1012 ·  1013 ·  1014 ·  1015 ·  1016 ·  1017 ·  1018 ·  1019 ·  1020 ·  1021 ·  1022 ·  1023 ·  1024 ·  1025 ·  1026 ·  1027 ·  1028 ·  1029 ·  1030 ·  1031 ·  1032 ·  1033 ·  1034 ·  1035